# بیلی گلاور
بیلی گلاور (انگلیسی: Billy Glover; ۲۹ اکتبر ۱۸۹۶ – ۱۹ مارس ۱۹۶۲) بازیکن فوتبال اهل بریتانیا بود.
از باشگاه‌هایی که در آن بازی کرده‌است می‌توان به باشگاه فوتبال ساوتپورت اشاره کرد.